# Bonifacio Vélez
Bonifacio Vélez Ramírez (Salamina, 18 de mayo de 1856-Bogotá, 4 de septiembre de 1933) fue un militar, escritor, político y abogado colombiano.
Ejerció, entre otros cargos, como Ministro de Gobierno y Ministro de Guerra.

## Biografía
Nacido en 1856, en Salamina cuando aún era parte de Antioquia, era hijo de Camilo Vélez Mejía y de Felipa Ramírez Moreno. Inició sus estudios en la Escuela Normal de Medellín en 1870, graduándose de esta institución en 1875 con el título de institutor.
Comenzó su vida profesional como profesor en Antioquia y Cauca, ocupando estos cargos por 4 años hasta cuando en 1879 ingresa a estudiar jurisprudencia. Ingresa a la política, siendo elegido diputado a la Asamblea de Antioquia en 1890, para al año siguiente ser nombrado prefecto de la Provincia de Manizales, ocupando este cargo hasta 1892. Durante el gobierno departamental de Julián Cock Bayer fue Secretario de Gobierno de Antioquia, declarando en este cargo como subversivos a los periódicos "El Sufragio" y "La Polianeta". Terminado el gobierno de Cock, Vélez asumió como gobernador de Antioquia el 16 de febrero de 1896. Durante su gestión, que se extendería hasta el 27 de noviembre de 1897, empezó las obras para dotar de alumbrado público a Medellín y elevó a categoría de municipio efímeramente al corregimiento de San Agustín, parte de Pensilvania.
Terminada la Guerra de los Mil Días, conflicto en el cual fue general del bando conservador, fue elegido a la Cámara de Representantes, ocupando un escaño en este organismo hasta que fue nombrado como Ministro de Gobierno por Rafael Reyes, ocupando esta cartera entre 1904 y 1906. Siendo Ministro de Gobierno propuso la creación de los departamentos de Tundama, Quesada y Neiva, este último el único que sigue existiendo en la actualidad y recibe el nombre de Huila. Después de esto fue miembro del Consejo de Estado entre 1941 y 1921, año en el cual es nombrado Ministro de Guerra por Marco Fidel Suárez, para en 1922 ser nombrado Ministro de Instrucción Pública por Jorge Holguín.
Siendo Ministro de Guerra organizó la aviación militar por medio del decreto 1228 de 1921, se conformó la Escuela Militar de Aviación, se reanudó el funcionamiento de la Escuela Superior de Guerra, se capacitó a los técnicos ferroviarios y la Dirección de Material de Guerra cambió su nombre por el de Departamento de Material de Guerra.
Fue colaborador de las publicaciones El Nuevo Tiempo, El Republicano, La Sociedad y La Crónica, miembro de la Academia Colombiana de Jurisprudencia y autor de las obras El prontuario sobre asuntos administrativos y judiciales (1897), Manual de elecciones. Código de elecciones, anotado y concordado (1897), El moro (1897), Vicios ocultos (1897). Manifestaciones del pueblo antioqueño (1897), Condición de los extranjeros en Colombia (1917) y Panamá y el tratado del 6 de abril (1921).